# Football aux Jeux de la Francophonie de 2009
 (avril 2025).
Si vous disposez d'ouvrages ou d'articles de référence ou si vous connaissez des sites web de qualité traitant du thème abordé ici, merci de compléter l'article en donnant les références utiles à sa vérifiabilité et en les liant à la section « Notes et références ».
Navigation
Édition précédente Édition suivante
Le football aux Jeux de la Francophonie 2009 est le tournoi de football se déroulant à Beyrouth au Liban lors de Jeux de la Francophonie 2009 et ouvert aux équipes nationales des moins de vingt ans.

## Équipes qualifiées
Neuf équipes participent à la compétition :
- Côte d'Ivoire
- Cameroun
- Canada
- Congo
- France
- Liban
- Maroc
- Rwanda
- Sénégal

## Déroulement du tournoi

### Premier tour

#### Groupe A
| Rang | Équipe        | Pts | J | G | N | P | Bp | Bc | Diff |
| ---- | ------------- | --- | - | - | - | - | -- | -- | ---- |
| 1    | Côte d'Ivoire | 4   | 2 | 1 | 1 | 0 | 5  | 2  | +3   |
| 2    | Congo         | 4   | 2 | 1 | 1 | 0 | 4  | 3  | +1   |
| 3    | Liban         | 0   | 2 | 0 | 0 | 2 | 1  | 5  | -4   |

     Équipe qualifiée ou victorieuse ; Pts = points ; J = joués ; G = gagnés ; N = nuls ; P = perdus ;

Bp = buts pour ; Bc = buts contre ; Diff = différence de buts
| 26 septembre 2009 | Liban | 1 – 2 | Congo |  |  |
|                   |       |       |       |  |  |

| 28 septembre 2009 | Liban | 0 – 3 | Côte d'Ivoire |  |  |
|                   |       |       |               |  |  |

| 30 septembre 2009 | Congo | 2 – 2 | Côte d'Ivoire |  |  |
|                   |       |       |               |  |  |

#### Groupe B
| Rang | Équipe   | Pts | J | G | N | P | Bp | Bc | Diff |
| ---- | -------- | --- | - | - | - | - | -- | -- | ---- |
| 1    | Canada   | 3   | 2 | 1 | 0 | 1 | 4  | 3  | +1   |
| 2    | Cameroun | 3   | 2 | 1 | 0 | 1 | 3  | 3  | 0    |
| 3    | Rwanda   | 3   | 2 | 1 | 0 | 1 | 4  | 5  | -1   |

     Équipe qualifiée ou victorieuse ; Pts = points ; J = joués ; G = gagnés ; N = nuls ; P = perdus ;

Bp = buts pour ; Bc = buts contre ; Diff = différence de buts
| 26 septembre 2009 | Canada | 2 – 3 | Rwanda |  |  |
|                   |        |       |        |  |  |

| 28 septembre 2009 | Cameroun | 3 – 1 | Rwanda |  |  |
|                   |          |       |        |  |  |

| 30 septembre 2009 | Canada | 2 – 0 | Cameroun |  |  |
|                   |        |       |          |  |  |

#### Groupe C
| Rang | Équipe  | Pts | J | G | N | P | Bp | Bc | Diff |
| ---- | ------- | --- | - | - | - | - | -- | -- | ---- |
| 1    | Maroc   | 6   | 2 | 2 | 0 | 0 | 2  | 0  | +2   |
| 2    | Sénégal | 1   | 2 | 0 | 1 | 1 | 1  | 2  | -1   |
| 3    | France  | 1   | 2 | 0 | 1 | 1 | 1  | 2  | -1   |

     Équipe qualifiée ou victorieuse ; Pts = points ; J = joués ; G = gagnés ; N = nuls ; P = perdus ;

Bp = buts pour ; Bc = buts contre ; Diff = différence de buts
| 26 septembre 2009 | Maroc | 1 – 0 | Sénégal |  |  |
|                   |       |       |         |  |  |

| 28 septembre 2009 | Sénégal | 1 – 1 | France |  |  |
|                   |         |       |        |  |  |

| 30 septembre 2009 | France | 0 – 1 | Maroc |  |  |
|                   |        |       |       |  |  |

### Tableau final
Dans le tableau suivant, une victoire après prolongation est indiquée par (a.p.) et une séance de tirs au but par (t.a.b.).
|  | Demi-finales  | Demi-finales |                        |       | Finale      | Finale      |
|  | Demi-finales  | Demi-finales |                        |       | Finale      | Finale      |
|  |               |              |                        |       |             |             |
|  | 3 Oct. 2009   | 3 Oct. 2009  |                        |       | 6 Oct. 2009 | 6 Oct. 2009 |
|  | 3 Oct. 2009   | 3 Oct. 2009  |                        |       | 6 Oct. 2009 | 6 Oct. 2009 |
|  | Maroc         | 1            |                        |       | 6 Oct. 2009 | 6 Oct. 2009 |
|  | Maroc         | 1            |                        |       | 6 Oct. 2009 | 6 Oct. 2009 |
|  | Côte d'Ivoire | 2            |                        |       | 6 Oct. 2009 | 6 Oct. 2009 |
|  | Côte d'Ivoire | 2            | Côte d'Ivoire          | 0 (3) |             |             |
|  | 3 Oct. 2009   |              | Côte d'Ivoire          | 0 (3) |             |             |
|  |               | Congo        | 0 (5)                  |       |             |             |
|  | Congo         | Congo        | 0 (5)                  | 2 (2) |             |             |
|  | Congo         |              |                        | 2 (2) |             |             |
|  | Canada        | 2 (1)        |                        |       |             |             |
|  | Canada        | 2 (1)        | Match pour la 3e place |       |             |             |
|  |               |              |                        |       |             |             |
|  | 5 Oct. 2009   |              |                        |       |             |             |
|  |               |              |                        |       |             |             |
|  | Maroc         | 3            |                        |       |             |             |
|  | Maroc         | 3            |                        |       |             |             |
|  | Canada        | 1            |                        |       |             |             |
|  | Canada        | 1            |                        |       |             |             |

#### Demi-finales
| 3 octobre 2009 | Maroc | 1 – 2   | Côte d'Ivoire |  |
|                |       | (1 – 1) |               |  |

| 3 octobre 2009 | Congo       | 2 – 2   | Canada |  |
|                |             | (1 – 1) |        |  |
| 2              | Tirs au but | 1       |        |  |

#### Match pour la troisième place
| 5 octobre 2009 | Maroc | 3 - 1   | Canada |  |
|                |       | (2 - 1) |        |  |

#### Finale
| 6 octobre 2009 | Côte d'Ivoire | 0 - 0   | Congo |  |
|                |               | (0 - 0) |       |  |
| 3              | Tirs au but   | 5       |       |  |